# محوطه اشکفت انبارگاه
محوطه اشکفت انبارگاه مربوط به سده‌های میانه دوران‌های تاریخی پس از اسلام است و در شهرستان گچساران، بخش مرکزی، دهستان لیشتر، ۲/۵ کیلومتری شمال روستای انبارگاه در امتداد جاده خاکی واقع شده و این اثر در تاریخ ۱۳ آبان ۱۳۸۶ با شمارهٔ ثبت ۱۹۷۴۸ به‌عنوان یکی از آثار ملی ایران به ثبت رسیده است.